# Marian Goliński
Marian Tomasz Goliński (* 16. Juli 1949 in Radom; † 11. Juni 2009 in Andrzejów Duranowski, Gmina Sochaczew, Masowien) war ein polnischer Politiker (Solidarność, AWS, PiS). Er war von 1997 bis 2001 und von 2005 bis zu seinem Tod Abgeordneter des Sejm in der III., V. und VI. Wahlperiode.

## Leben und Beruf
Goliński schloss das Studium an der Fakultät für Forstwirtschaft der Landwirtschaftlichen Akademie in Posen ab. Anschließend war er als Förster tätig.
Er starb bei einem Verkehrsunfall am 11. Juni 2009 in Andrzejów Duranowski, nahe Sochaczew in der Wojewodschaft Masowien. Goliński war verheiratet und hatte vier Kinder, darunter die Sejm-Abgeordnete Małgorzata Golińska.

## Politik
In den Jahren 1991 bis 2005 übte er das Amt des Bürgermeisters von Szczecinek aus. Zuletzt wurde er bei den Selbstverwaltungswahlen 2002 gewählt. Damals kandidierte er für die lokale „Inicjatywa Społeczna Wspólnota Samorządowa“.
Er gehörte der Solidarność an. Für diese wurde er bei der Parlamentswahl 1997 auf der Liste des Wahlbündnisses Akcja Wyborcza Solidarność (AWS) in den Sejm gewählt. Später gehörte er auch der Partei Ruch Społeczny AWS an, die sich aus dem Wahlbündnis entwickelte. Bei der Parlamentswahl 2001 scheiterte die AWS an der für Wahlbündnisse geltenden 8-%-Hürde und Goliński schied aus dem Sejm aus.
Bei den Parlamentswahlen 2005 wurde er für den Wahlkreis Koszalin mit 5408 Stimmen über die Liste der Prawo i Sprawiedliwość (PiS) in den Sejm gewählt. Bei den Parlamentswahlen 2007 wurde er erneut für die PiS mit 8352 Stimmen zum dritten Mal Abgeordneter. Er war Mitglied der Sejm-Kommissionen für Öffentliche Finanzen sowie Umweltschutz.

## Ehrungen
- 2004 Goldenes Verdienstkreuz der Republik Polen[7]
- 2009 Komturkreuz des Ordens Polonia Restituta (postum)[8]